# دان ريغان
دان ريغان (بالإنجليزية: Dan Regan)‏ هو عازف مترددة ‏ أمريكي، ولد في 1977م.

## وصلات خارجية
- دان ريغان على موقع ميوزك برينز (الإنجليزية)
- دان ريغان على موقع ديسكوغز (الإنجليزية)